# Haematopota pavlovskii
Haematopota pavlovskii är en tvåvingeart som först beskrevs av Hauser 1960.  Haematopota pavlovskii ingår i släktet Haematopota och familjen bromsar. Inga underarter finns listade i Catalogue of Life.